# Dubičné
Dubičné (dříve úředně Dubíkov, německy Dubiken) je obec v okrese České Budějovice v Jihočeském kraji, zhruba pět kilometrů východně od centra Českých Budějovic. Žije zde 407 obyvatel.

## Historie
Ves vznikla někdy koncem 13. či během 14. století na pozemcích královského města České Budějovice, jemuž pak Dubičné bylo poddáno po celou dobu feudálního zřízení. První písemná zmínka o vsi (Dubiczen) pochází z roku 1377, kdy jistý Henzl Ayrer z Dubičného věnoval plat budějovickému kostelu. K roku 1384 je v Dubičném zaznamenáno devět usedlostí.
Podobně jako u dalších sousedních sídel ležících v Rudolfovském rudním revíru vzniklo ve druhé polovině 16. století v okolí Dubičného na dvě desítky dolů, v nichž se dobývalo stříbro (nesly jména jako Česká koruna, Všech svatých, Prorok Nathan, Král David, Svatý Štěpán aj.).
V roce 1798 si sedlák Antonín Kneissl zbudoval první usedlost v místech nynějšího Malého Dubičného, k níž v průběhu 19. i 20. století zvolna přibývaly další domy. Ves bývala v minulosti národnostně smíšená, kupř. při sčítání lidu roku 1910 z 280 obyvatel jich udávalo obcovací řeč českou 172, německou 108.
Od vzniku obcí roku 1850 bylo Dubičné samostatnou obcí, pod kterou patřila do roku 1892 i ves Hlincova Hora, za nacistické okupace v letech 1943 až 1945 bylo nakrátko nuceně přičleněno k obci Vráto, poté znovu samostatné až do konce roku 1975, kdy se stalo součástí města Rudolfova. Status obce Dubičné znovu získalo ke dni 24. listopadu 1990.

## Obecní správa

### Části obce
Obec představuje jednu část a katastrální území (Dubičné), tvoří ji však tři základní sídelní jednotky, oddělené kopcem Dlouhý vrch. První je vlastní ves Dubičné pod jeho severozápadním úpatím, druhou osada Malé Dubičné na jihovýchodním konci návrší (jeden kilometr jihovýchodně od Dubičného), třetí pak osada Na Samotách, situovaná na jižním úbočí (tři čtvrtě kilometru jižně).

#### Starostové
- 2006–2014 Pavel Brůžek
- od 2014 Vladimír Hronek

## Pamětihodnosti
- hraniční kámen – mezník v chatové kolonii je kulturní památkou[4]
- Kaple svatého Antonína a Panny Marie z roku 1834, na návsi v Dubičném
- Pomník padlým v první světové válce z roku 1922, tamtéž na návsi
- Kaple Panny Marie, sv. Antonína a sv. Václava z let 1927 až 1928, v Malém Dubičném
- Dlouhý vrch (551 m), obvykle zvaný spíše Dubičák či Dubiňák. Vrchol s božími muky poskytuje kruhový výhled na Českobudějovicko, západní svah je lokalitou pro závěsné létání (letecký výcvik na kluzácích zde probíhal již od roku 1932), nachází se na něm též lyžařský vlek. Na úpatí kopce je letecký pomníček.

## Fotogalerie

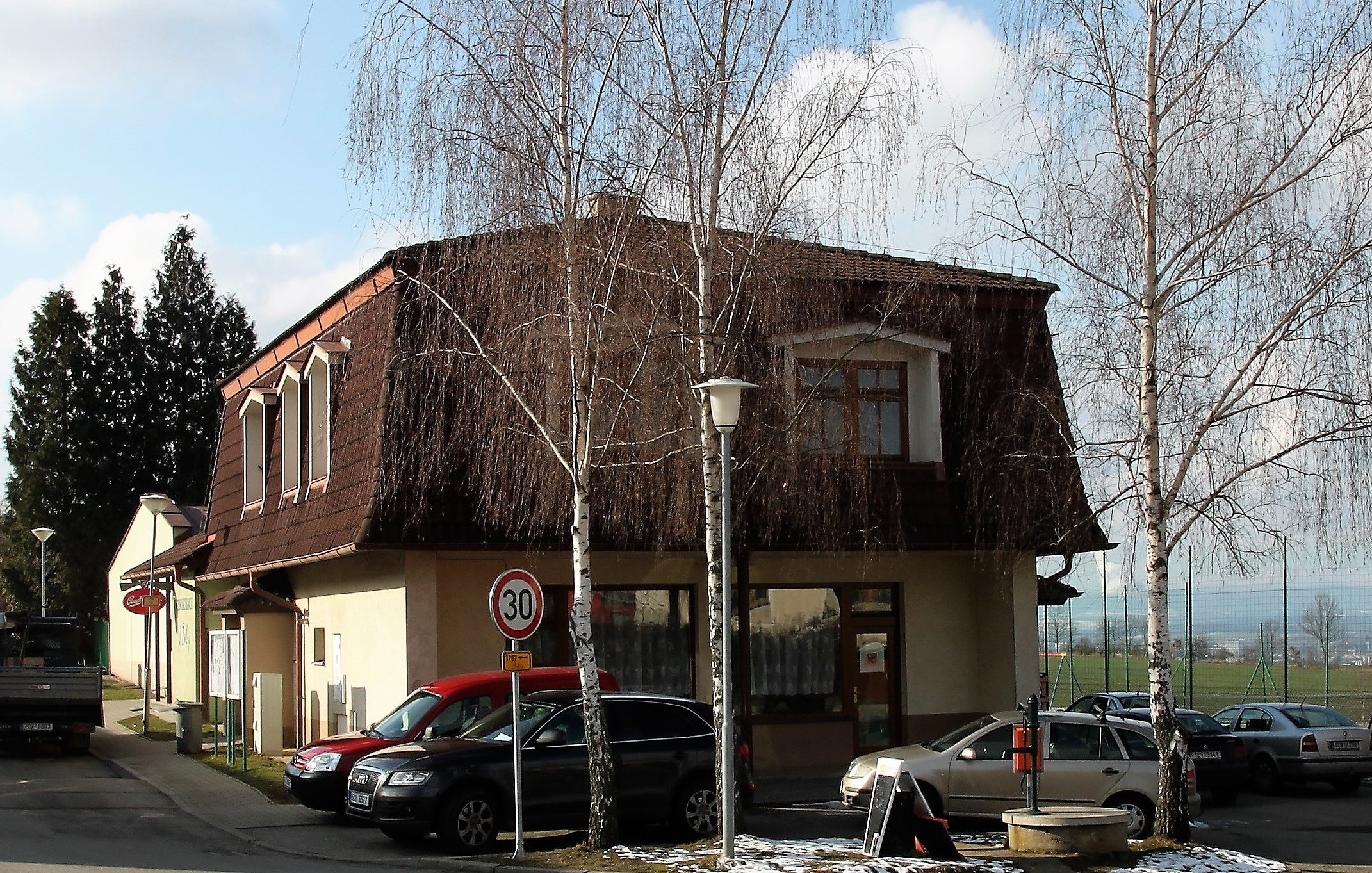
Obecní úřad
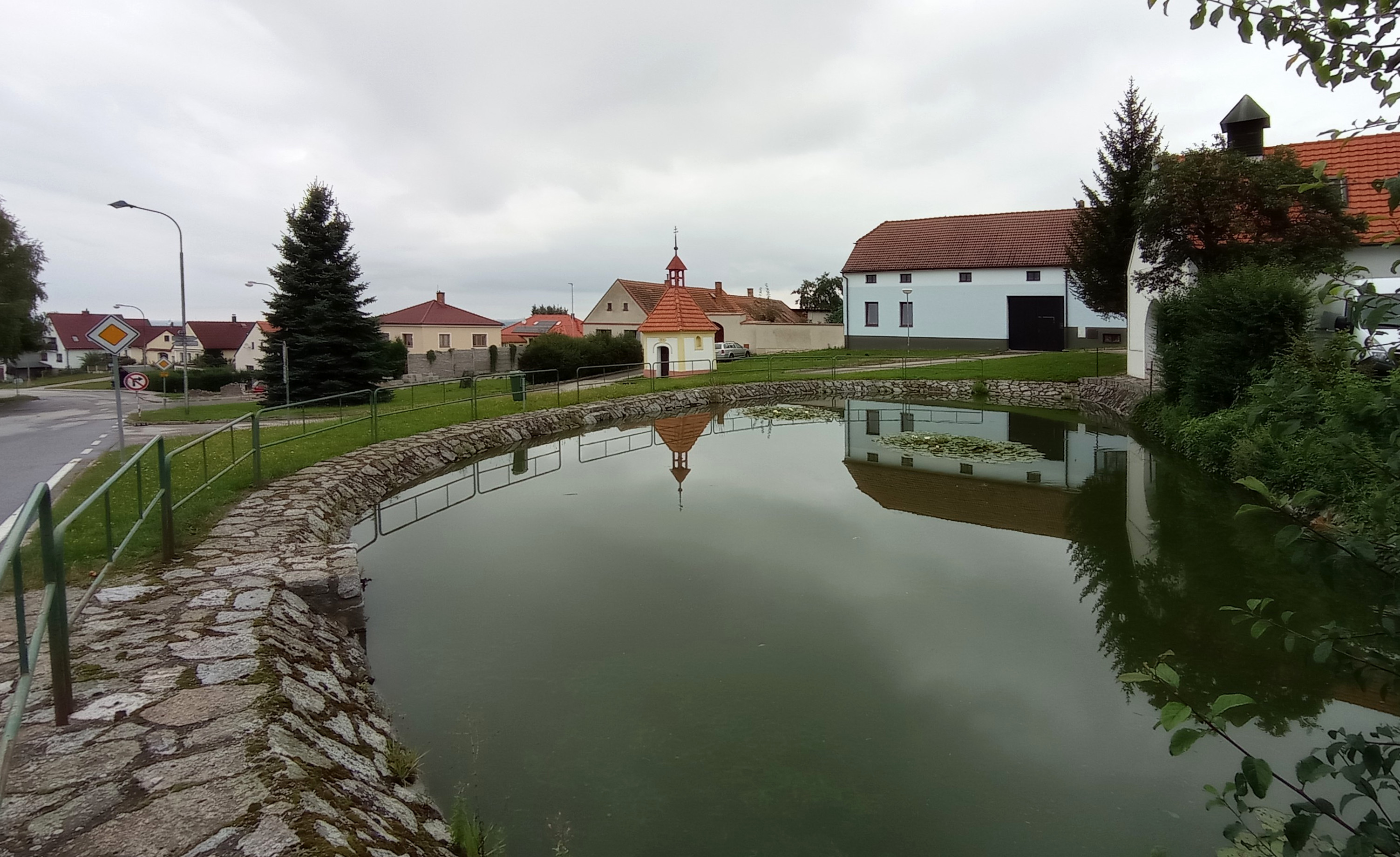
Náves
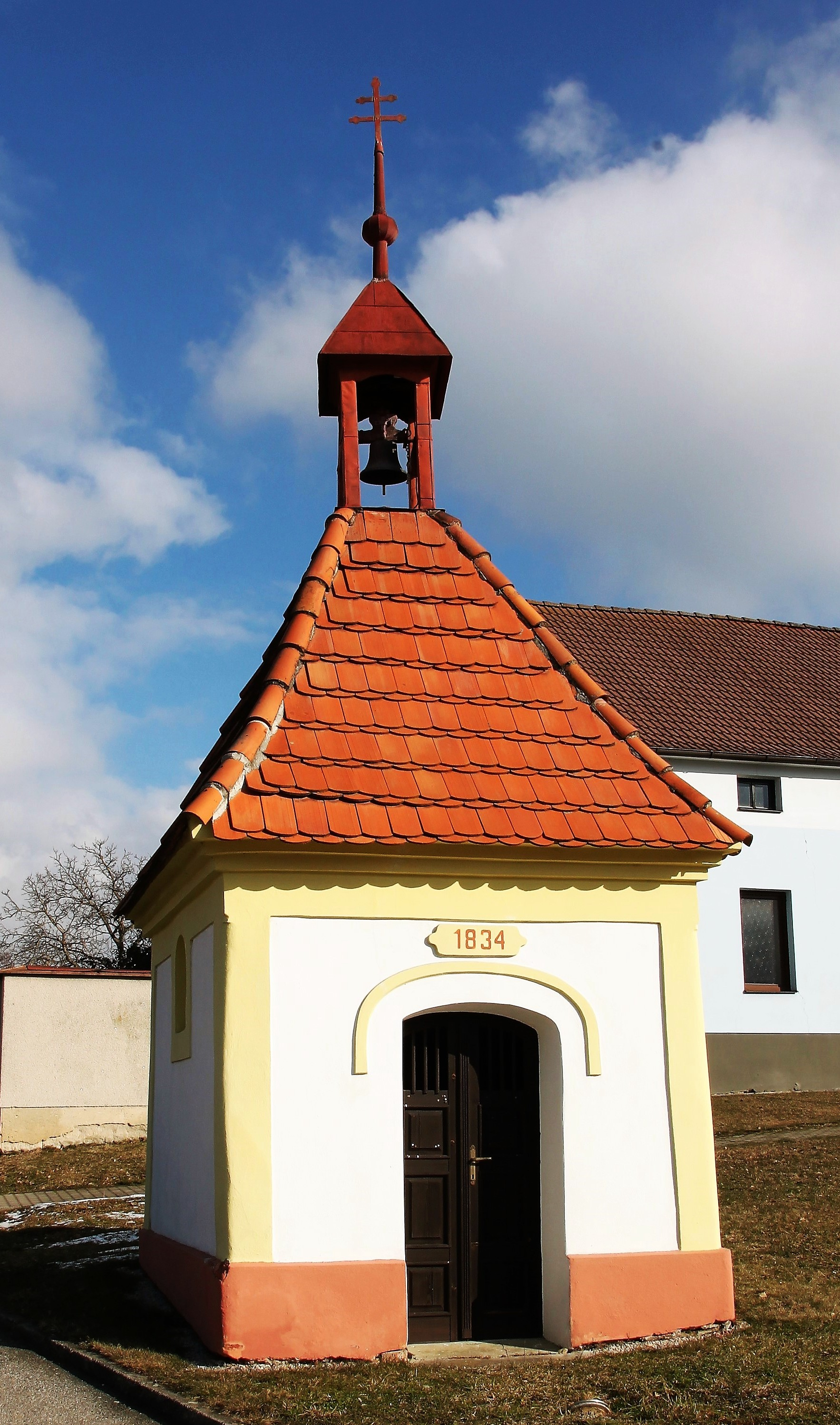
Kaple svatého Antonína a Panny Marie
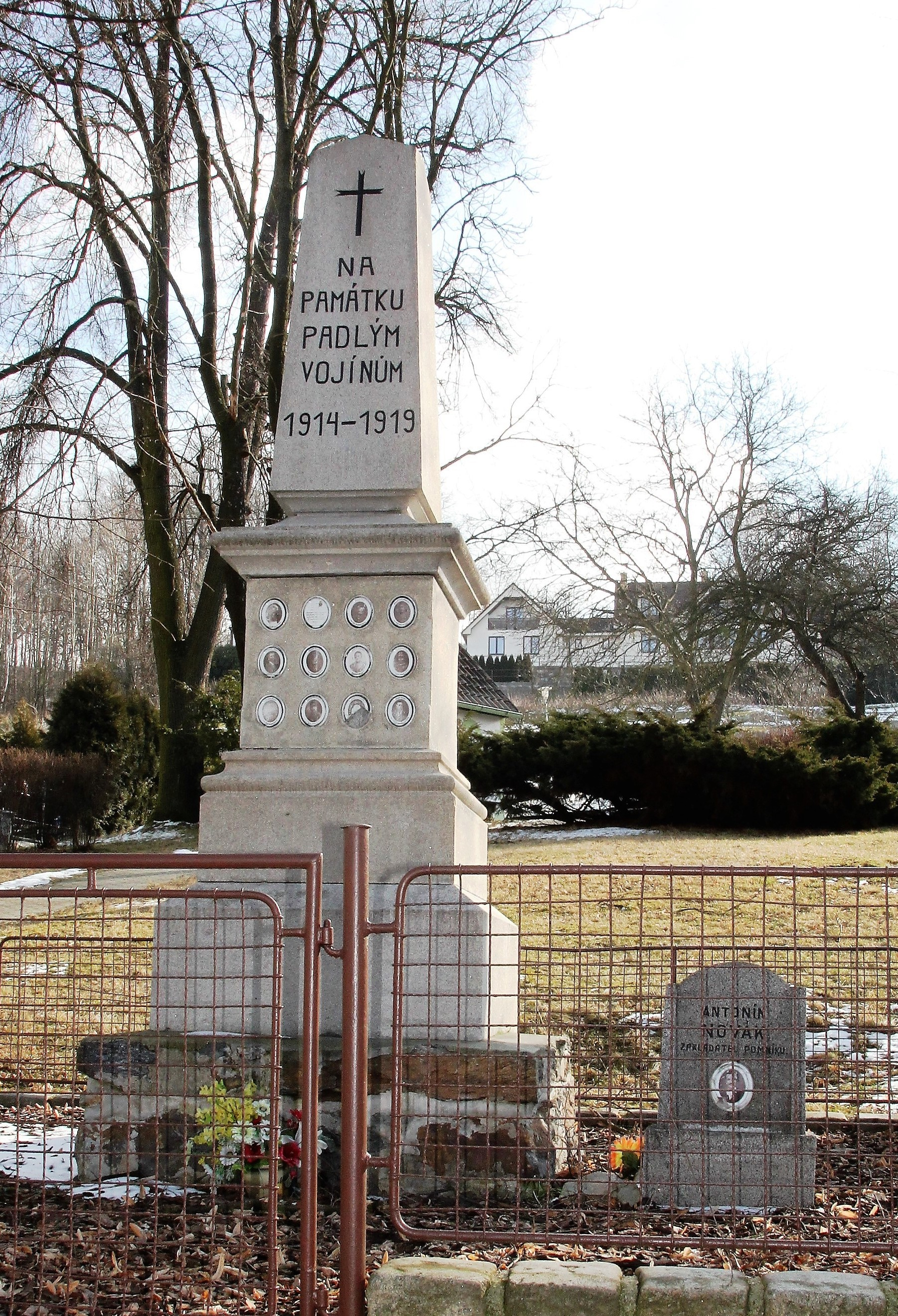
Pomník padlým v první světové válce
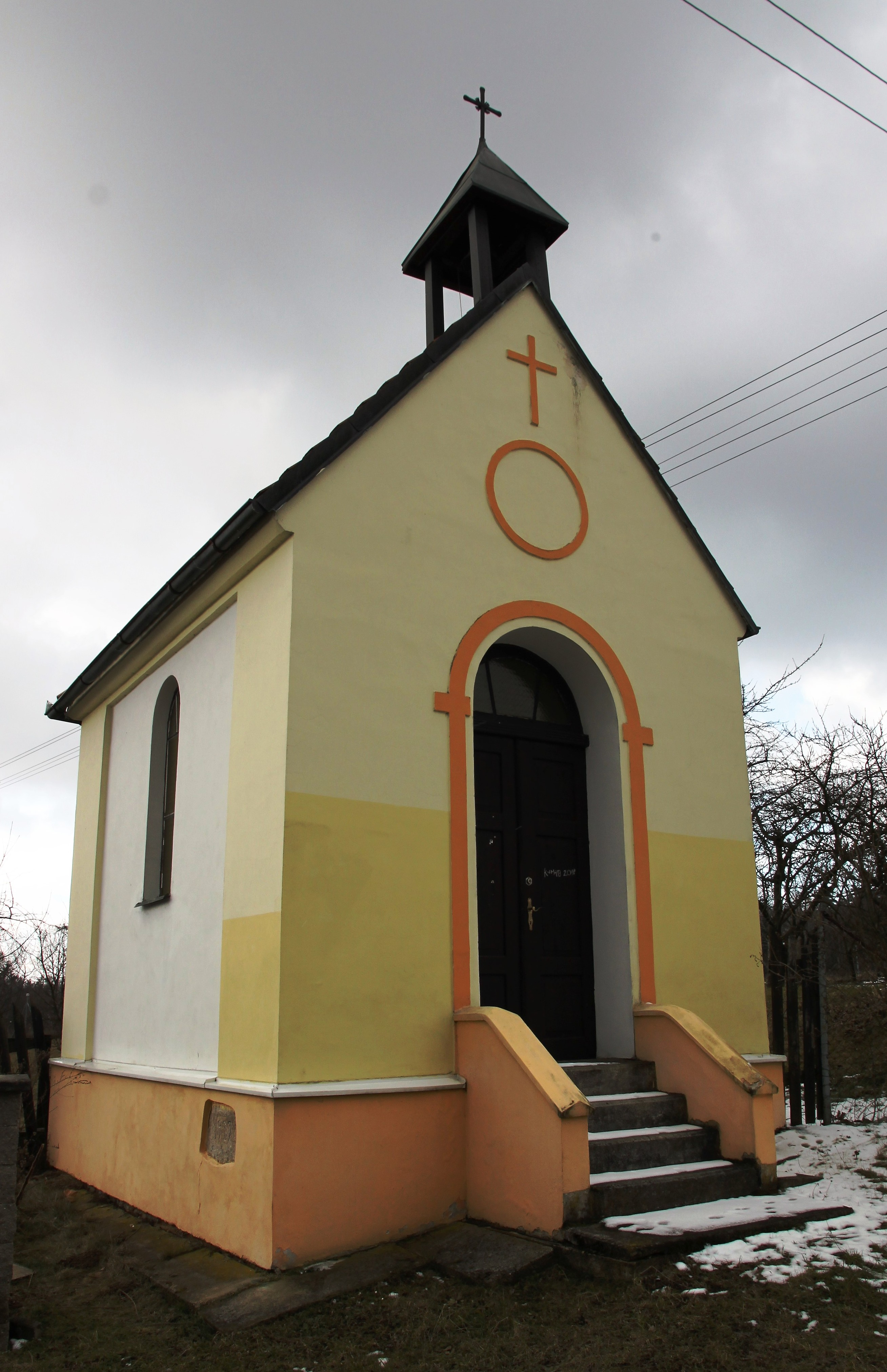
Kaple Panny Marie, svatého Antonína a svatého Václava, Malé Dubičné
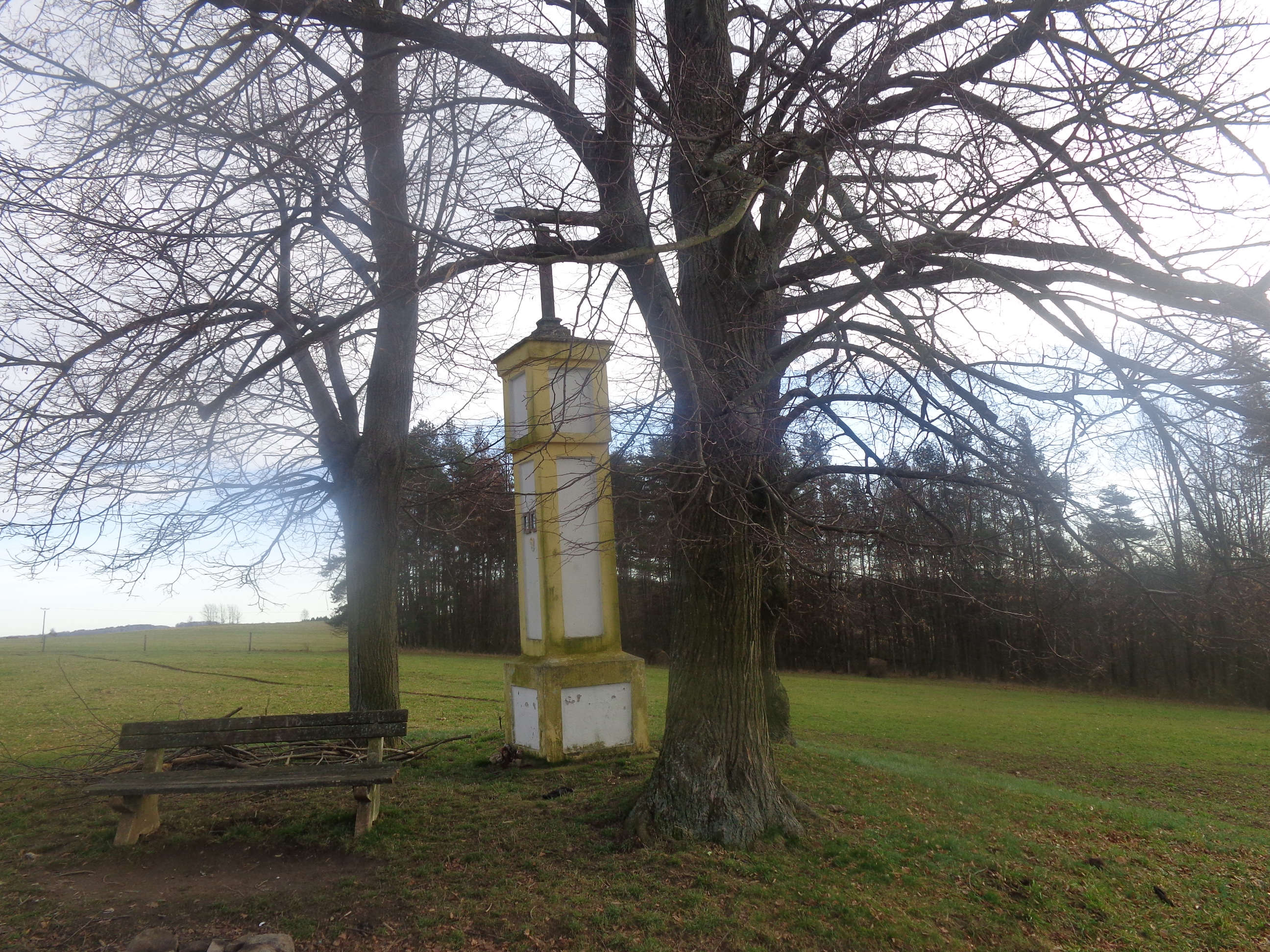
Boží muka, Dlouhý vrch